# (9834) Kirsanov
(9834) Kirsanov (1982 TS1) – planetoida z pasa głównego asteroid okrążająca Słońce w ciągu 5,28 lat w średniej odległości 3,03 j.a. Odkryta 14 października 1982 roku.